# Итакинская впадина
Итакинская впадина — впадина в средней части Забайкальского края России.

## Расположение
Итакинская впадина расположена между Тунгирским хребтом (с севера и запада) и горной перемычкой между Хорьковым и Черомным хребтами (с юга и востока). Впадина состоит из двух частей: первая простирается субмеридионально, вторая — в субширотном направлении. Эти части соединяются между собой плоским водоразделом между реками Итака и Тунгир. Субмеридиональный отрезок впадины начинается на юге, в окрестностях села Итака и протягивается в северо-восточном направлении до соединения с субширотным отрезком. Общая протяжённость впадины составляет более 70 км при ширине от 2-3 до 5-6 км.

## Геология
Итакинская впадина заполнена осадочными гранитоидными и базальтоидными формациями верхнеюрско-нижнемелового возраста, сверху перекрытыми кайнозойскими континентальными отложениями небольшой мощности. Заложение впадины произошло в мезозое, дальнейшее формирование шло в неоген-четвертичное время.
Наиболее приподнятая часть днища Итакинской впадины располагается на высоте 860 м, по долинам Итаки и Тунгира абсолютные отметки в рельефе уменьшаются. Преобладающие типы ландшафта — мари, ерники, приречные луга, встречается также редкостойная тайга.